# 山崎真花
山崎真花（日语：／ Yamasaki Mahana，1月30日—）是一名日本女性聲優，出生於千葉縣，隸屬於青二Production。

## 生平
山崎畢業於駒澤大學全球媒體研究學部。在學期間，於「駒澤小姐選美大賽2020」中獲得亞軍。
受到動畫《進擊的巨人》中阿爾敏·亞魯雷特角色的聲音與演技（由井上麻里奈配音）的感動，立志成為聲優。2023年，以在《櫻桃小丸子》中聲演飼主的妹妹一角聲優出道。2024年4月起，擔任ABEMATV「SHIBUYA ANIME BASE」的旁白。同年7月起，首次擔任常規角色，在於《週六鬧鐘新聞》節目中播放的三麗鷗原作動畫《JOCHUM》中為角色配音。同年7月27日，開設X帳戶。

## 人物
資格與證照為實用英語技能檢定2級。
興趣是與愛犬散步以及咖啡廳巡禮。
特長是韓語。

## 演出作品
※粗體字為主要角色。

### 電視動畫
2023年
- 櫻桃小丸子（飼主的妹妹）

2024年
- ONE PIECE（小孩、女孩子）
- JOCHUM
- 5億年按鈕【官方】～菅原壯太的超短篇～（AIのエモくん）
- 膽大黨（女子A）

2025年
- 鄉下大叔成為劍聖～只是區區鄉下劍術師傅，成大器的弟子們卻不肯放過我～（小孩）
- 正義使者 -我的英雄學院之非法英雄-（市民）
- Bad Girl 不良少女（女高中生）
- ONE PIECE（女客人）

### 劇場動畫
2024年
- 你的顏色

## 外部連結
- 山崎 真花｜株式会社青二プロダクション （页面存档备份，存于）